# Tyrone Mings
Tyrone Deon Mings (Bath, Anglia, 1993. március 13. –) angol válogatott labdarúgó, aki jelenleg a Aston Villa-ban játszik, hátvédként.

## Pályafutása

### Korai évek
Mings 2001-ben, nyolcévesen csatlakozott a Southampton akadémiájához, de 2009-ben megvált tőle a klub, miután csökkentették az ifik képzésére szánt összegeket. Ezután megjárta még a Bristol Rovers akadémiáját is, de felnőtt pályafutását már a Yate Townban kezdte meg, 2011-ben. 2012 nyarán megfordult a fejében, hogy felhagy a labdarúgással, de végül a Chippenham Townhoz igazolt, folytatva pályafutását.

### Ipswich Town
2012-ben rövid próbajáték után Mings az Ipswich Townhoz szerződött. Új klubja 10 ezer fontot fizetett érte a Chippenhamnek és a két csapat megegyezett egy egymás elleni barátságos mérkőzésben is. A 2012/13-as szezon utolsó meccsén, 2013. május 4-én mutatkozott be, a Burnley ellen. A következő idény első két meccsén kezdőként kapott lehetőséget, Aaron Cresswell eltiltása miatt. 2014. január 4-én, a Preston North End elleni FA Kupa-meccsen ismét a kezdőbe került, de a megszokottól eltérően nem a védelem közepén, hanem szélső hátvédként játszott.
2014 nyarán a Crystal Palace 3 millió fontos ajánlatot tett érte, de az Ipswich visszautasította azt. 2014. szeptember 20-án Mings új, három évre szóló szerződést írt alá a csapatával. Október 10-én megválasztották szeptember hónap legjobbjának a Championshipben.

### Bournemouth
2015. június 26-án Mings a Premier League-be frissen feljutott Bournemouth-hoz igazolt. Négyéves szerződést írt alá a klubbal, mely a hírek szerint 8 millió fontot fizetett érte.

## Magánélete
Mings édesapja, Adie Mings szintén labdarúgó volt, a Bath Cityben és a Gloucester Cityben játszott, jelenleg pedig a Chelsea játékosmegfigyelője.
A pályán kívül Mings többször is hallatott már magáról nagyvonalúsága és önzetlensége miatt. 2013 karácsonyát például hajléktalanok etetésével töltötte. Később, a 2014/15-ös szezon elején, amikor megkapta a 3-as mezszámot, két szurkolónak új mezt vásárolt, akik korábban már megvásárolták azt a régi, 15-ös számával a hátán.

## Külső hivatkozások
- Tyrone Mings pályafutásának statisztikái a Soccerbase oldalon (angolul)